# Юринка (приток Чажа)
Юринка (тат. Юри) — река в России, протекает в Удмуртии и Татарстане. Левый приток реки Чаж (бассейн Ижа).
Длина реки 35 км. Исток на Можгинской возвышенности в лесах в 2 км к северу от деревни Каменный Ключ в Можгинском районе Удмуртии. Течёт по району на юго-восток через упомянутую деревню и Верхние Юри, затем по Малопургинскому району через Нижние Юри, в низовьях течёт в Агрызском районе Татарстана через Кудашево и Новый Кзыл-Яр. Впадает в Чаж чуть ниже села Терси — по левому берегу в 5,3 км от устья.
Основные притоки: Бугрыш (лв), Екатеринка (пр).
В бассейне реки в Удмуртии также расположены деревни Средние Юри, Атабаево, Новотроицк, Привольный.

## Данные водного реестра
По данным государственного водного реестра России относится к Камскому бассейновому округу, водохозяйственный участок реки — Иж от истока и до устья, речной подбассейн реки — бассейны притоков Камы до впадения Белой. Речной бассейн реки — Кама.
Код объекта в государственном водном реестре — 10010101212111100027309.